# Bourbonischer Hausvertrag
Der Bourbonische Hausvertrag, häufiger als Bourbonischer Familienpakt bezeichnet (wörtliche Entsprechung des französischen pacte de famille), war ein Bündnis zwischen den bourbonischen Häusern in Frankreich und Spanien unter Einbeziehung der bourbonischen Nebenlinien von Sizilien und Parma. Genaugenommen handelte es sich dabei mehr um ein politisches und militärisches Bündnis als um ein dynastisches Hausgesetz, und tatsächlich gab es drei solcher Pakte (1733, 1743, 1761).

## Erster und zweiter Familienpakt
Obwohl die französischen Bourbonen seit 1700 mit dem Enkel Ludwigs XIV., Philipp V. auch den spanischen Thron beherrschten, war es 1718 u. a. wegen der Erbfolge in Frankreich (Verschwörung von Cellamare) und spanischer Ansprüche in Italien kurzzeitig zu einem Krieg zwischen Frankreich und Spanien gekommen. Nach dem Scheitern der spanischen Versuche, sich allein in Italien durchzusetzen, schlossen zu Beginn des Polnischen Erbfolgekriegs die Bourbonen-Könige Frankreichs und Spaniens 1733 schließlich einen vor allem gegen Großbritannien und Österreich-Habsburg gerichteten Beistandspakt, der den spanischen Bourbonen Sizilien und Neapel einbrachte. Nach einem erneuten spanisch-britischen Krieg und während eines erneuten französisch-österreichischen Krieges wurde 1743 daher ein zweiter bourbonischer Familienpakt geschlossen, der die spanische Nebenlinie Neapel-Sizilien einschloss.

## Dritter Familienpakt
Unter dem Eindruck des Siebenjährigen Krieges wurde dieser Vertrag am 15. August 1761 in Paris vom französischen Außenminister Étienne-François de Choiseul und dem spanischen Staatsminister Jerónimo Grimaldi erneuert. Darin sicherten sich die Vertragspartner einander ihre jeweiligen Besitzungen zu und vereinbarten gegenseitige Hilfe im Fall eines Krieges vor allem gegen Großbritannien. Auch Portugal wurde zum Anschluss an den Familienpakt aufgefordert, da König Joseph I. mit einer Tochter Philipps V. verheiratet war. Portugal jedoch war traditionell und fest mit Großbritannien verbündet. Die nach Josephs Ablehnung in Portugal einfallenden spanischen und französischen Truppen wurden 1762 mit britischer Hilfe zurückgeschlagen (Guerra Fantástica).

## Nachfolgeverträge
Gelegentlich wird der 1779 geschlossene Vertrag von Aranjuez, durch den Spanien an französischer Seite in den Amerikanischen Unabhängigkeitskrieg eintrat, als vierter Familienpakt bezeichnet. Nach der Französischen Revolution schlossen sich Spanien und Neapel-Sizilien 1792 der ersten anti-revolutionären Koalition gegen Frankreich an, um in Frankreich den Bourbonen-König Ludwig XVI. wieder an die Macht zu bringen.